# 真田信勝
真田信勝（さなだ のぶかつ 生年不詳 - 慶長14年（1609年）為戰國時代至江戶時代初期武將。真田昌幸四男（一說為三男）。兄弟為真田信幸、真田信繁、真田昌親。左馬助。妻為牧野康成之女及高橋統增之女。
慶長14年（1609年）9月、被戶田勝興於江戶追殺，也有一說為德川秀忠於京都看戲時被滯留的勝興用刀砍傷而被波及。